# Colom de Nova Zelanda
El colom de Nova Zelanda (Hemiphaga novaeseelandiae) és una espècie d'ocell de la família dels colúmbids (Columbidae) que habita zones boscoses i medi urbà de Nova Zelanda, a les tres illes principals i altres petites.